# Nadir Nadirov
Nadir Karimowich Nadirov (kasachisch: Нәдір Кәрімұлы Нәдіров, Nádir Kárimuly Nádirov; russisch Надир Каримович Надиров; geboren am 6. Januar 1932 in Sadarak; † 24. August 2021) war ein kurdischer Ingenieur aus Kasachstan. Er wurde in Nachitschewan geboren und seine Familie wurde 1933 nach Kasachstan deportiert. Er war Präsident der Vereinigung der Kurden in Kasachstan (Berbang) und der erste Vizepräsident der Ingenieurakademie von Kasachstan. Er war auch Direktor des wissenschaftlichen Zentrums von Neft. 1992 veröffentlichte er die Berichte über die Massendeportation von Kurden in der ehemaligen Sowjetunion in den 1930er- und 1940er-Jahren.

## Werke
1. N.K. Nadirov, A.P. Popov: Protein from Petroleum, U.S. Joint Publications Research Service, Springfield, Virginia, 1974.
2. N.K. Nadirov, N. S. Nametkin: Podsolevye nefti Prikaspiĭskoĭ vpadiny, 302 pp., Izdvo Nauka Kazakhskoi SSR, 1983. (auf Russisch)
3. N.K. Nadirov, N. Markovich: Токоферолы и их использование в медицине и сельском хозяйстве, 334 pp., 1991.
4. Kurds of Kazakhstan, 556 pp., 2003 (Russisch).
5. Tengiz: more nefti, more problem, 2003, ISBN 9965-405-08-5